# ساحل طلا (مستعمره بریتانیایی)
ساحل طلا یکی از مستعمره های پیشین بریتانیا در خلیج گینه در غرب آفریقا بود که در سال ۱۹۵۷ میلادی زیر نام غنا به استقلال رسید.